# 宇野正人
宇野 正人（うの まさと、1945年 - ）は、日本の民俗・宗教学者。江戸川大学名誉教授。専門は日本民俗学・宗教学。研究分野は、日本の祭りと近代日本の宗教史。
日本全国に存在する祭りの悉皆総合調査、そのデータベース化という大規模な調査研究の立案、実施、完成などを手がけた。他方、全国私立大学共通の「情報基礎教育シラバス」作成に従事し、インターネット、マルチメディア分野を担当した。江戸川大学のネットワークEDO-NETの構築、維持管理、運用に関与した。

## 来歴
島根県隠岐郡で生まれ、兵庫県神戸市で育つ。
神戸市立須磨高等学校（1964年卒業）を経て、1968年に立命館大学文学部を卒業後、改めて1970年に立命館大学文学部 · 史学科日本史学専攻を卒業している。
1976年に成城大学大学院修士 · 文学研究科日本常民文化専攻博士課程を満期退学した。同年、國學院大學日本文化研究所に入る。
1985年に江戸川女子短期大学創設に関わり、1988年に同大学で教職に就く。1990年に江戸川大学社会学部教授となる。
2013年に江戸川大学名誉教授となる

## 共編・監修
- 『お伊勢さま百話』阪本是丸共編　神道文化会 1984年4月
- 『祭と日本人』信仰と習俗のルーツを探る』監修　青春新書 2002年7月